# 捷列尼加區

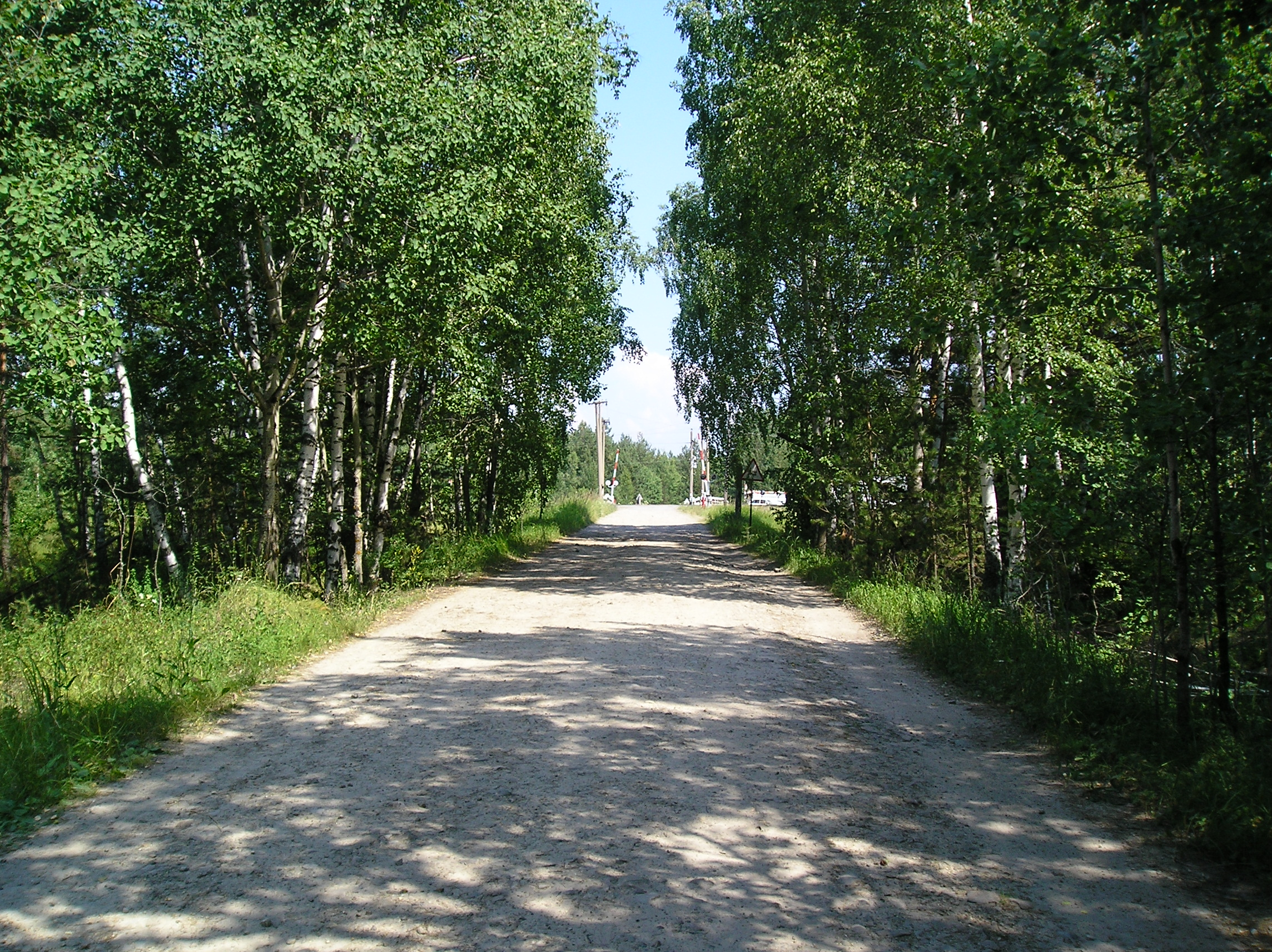

53°43′02″N 48°22′02″E / 53.71722°N 48.36722°E
捷列尼加區（俄语：Тереньгульский район），是俄羅斯的一個區，位於該國西南部，由烏里揚諾夫斯克州負責管轄，面積1,756.3平方公里，2010年人口18,761，人口密度每平方公里10.68人。